# Basilica di San Crisogono
La basilica di San Crisogono è un luogo di culto cattolico del centro storico di Roma, situato nel rione Trastevere, in piazza Sidney Sonnino, 44, all'inizio di viale di Trastevere.
La chiesa, originaria del IV secolo e dedicata a san Crisogono di Aquileia, nel corso dei secoli ha subito una serie di rifacimenti. Ha la dignità di basilica minore ed è sede dell'omonimo titolo cardinalizio, dal 22 febbraio 2014 attribuito al cardinale sudcoreano Andrew Yeom Soo-jung.

## Storia
San Crisogono è una delle più antiche chiese di Roma, essendo il Titulus Chrysogoni incluso nell'elenco dei tituli già nell'elenco del 499. La prima chiesa venne costruita nel IV secolo, sotto papa Silvestro I (314-335), ma venne ricostruita prima nel XII secolo e poi ancora nel 1626, su progetto di Giovanni Battista Soria, per volere del cardinale Scipione Caffarelli-Borghese, il cui nome campeggia sul fronte e i cui emblemi araldici (aquila e drago alato) si ripetono ovunque. Sotto l'attuale chiesa sono visibili i resti della prima, scoperti nelle indagini archeologiche del 1907 e nei successivi scavi. La basilica è stata per secoli chiesa nazionale dei Sardi e dei Còrsi residenti a Roma: ivi sono sepolti diversi corsi già al servizio del papa nella Guardia corsa papale. Attualmente la basilica è affidata ai religiosi dell'Ordine della Santissima Trinità.

## Descrizione

### Esterno
L'esterno della basilica di San Crisogono è caratterizzato dalla facciata principale, che dà su viale Trastevere, ricostruita in stile barocco per volere del cardinale Scipione Caffarelli-Borghese nel 1626. Essa è preceduta da un pronao che si apre all'esterno con quattro colonne tuscaniche che sorreggono un cornicione sormontato da sculture di aquile e canestre di fiori. Ai lati, vi sono due ingressi minori al portico, ciascuno dei quali è costituito da un'arcata a tutto sesto. La parte superiore della facciata termina in alto con un frontone triangolare idealmente sorretto da quattro lesene ioniche; al centro della facciata si apre un finestrone.
Alla destra della chiesa, si innalza il campanile romanico del XII secolo, sormontato da una cuspide piramidale a pianta quadrata. Esso, con paramento murario in mattoni, è diviso in più ordini da cornicioni e si apre sull'esterno con monofore e bifore.

### Interno

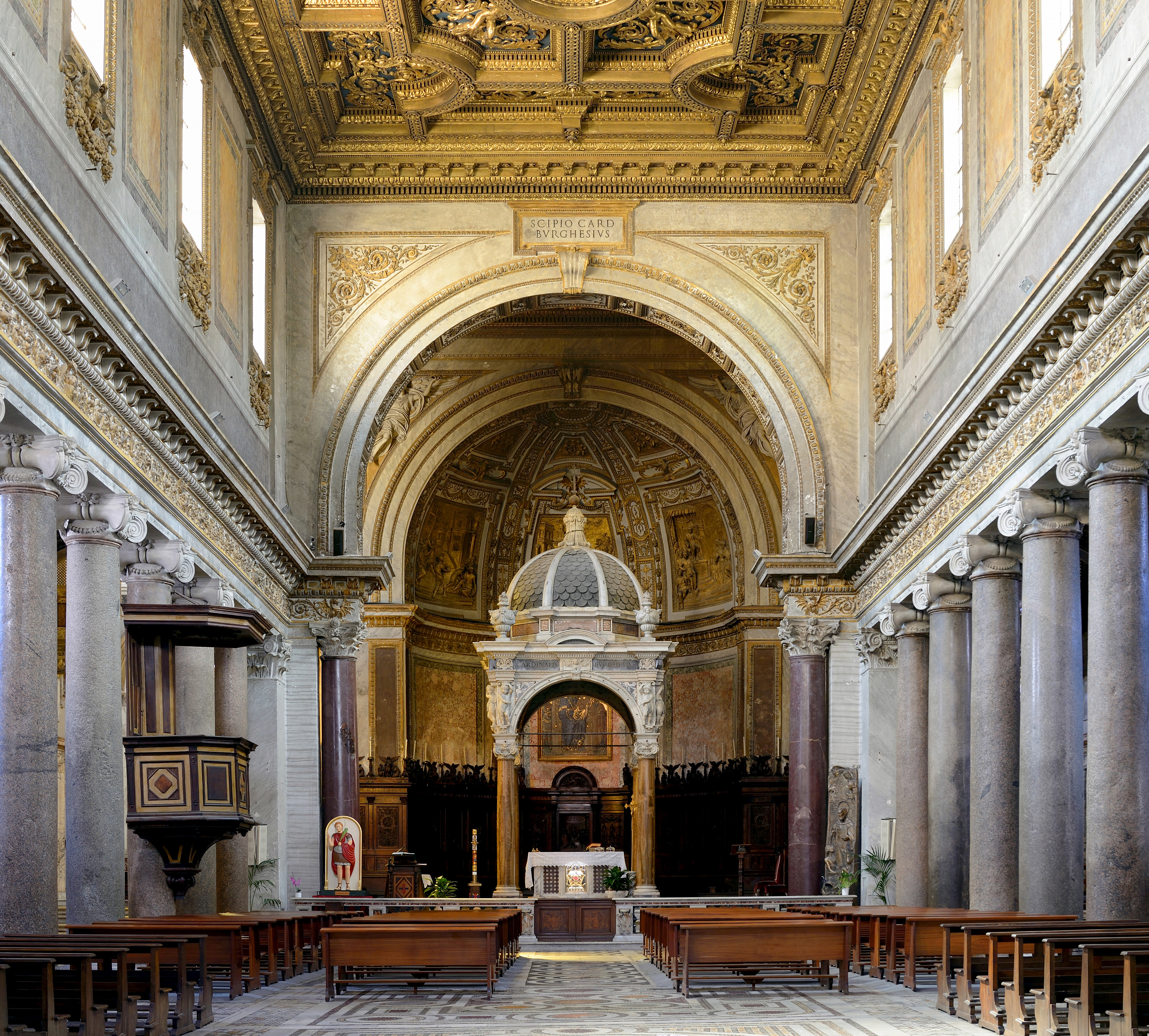
Interno

L'interno della basilica è a pianta basilicale semplice con tre navate separate da due file di colonne ioniche lisce; risale alla ricostruzione del XVII secolo, sebbene molti elementi risalgano alle precedenti chiese. Le ventidue colonne sono spolia di antiche costruzioni. È presente un pavimento cosmatesco e l'altare principale è pure dell'epoca (1127).
La cappella del SS. Sacramento, a destra dell'abside, è opera (1627 o 1641) di Gian Lorenzo Bernini.
Il soffitto ligneo a cassettoni in stile barocco ospita la copia di un dipinto del Guercino, la Gloria di san Crisogono; l'originale, venduto ad un compratore inglese nel XIX secolo, oggi si trova a Londra, a Lancaster House. A sinistra dell'ingresso è il monumento del cardinale Giovanni Giacomo Millo, di Carlo Marchionni e Pietro Bracci. Altre opere presenti sono Tre arcangeli di Giovanni da San Giovanni, la Crocifissione di Paolo Guidotti, Trinità e angeli di Giacinto Gimignani, Angelo custode di Ludovico Gimignani.
Il ciborio dell'altar maggiore, sorretto da quattro colonne di alabastro, è opera dello stesso Giovan Battista Soria.
Vi è conservata anche una lapide posta dal cardinale sardo Benedetto Cao nel 1068 in memoria degli avi. Successivamente nel 1333 i discendenti Quintilio ed Annibale Cao posero nella Basilica un monumento con lo stemma della famiglia. Ancora successivamente, nel 1501 un altro discendente della famiglia, Francesco Cao, cameriere segreto del papa Alessandro VI appose in basilica un'ulteriore lapide in memoria dei suoi predecessori.

### Organo a canne
Sulla cantoria a ridosso della parete fondale del braccio destro (guardando il presbiterio) del transetto, si trova l'organo a canne, costruito nel 1938 da Giuseppe Migliorini.
Lo strumento è a trasmissione elettrica, con consolle situata nel lato destro del presbiterio ed avente due tastiere di 58 note ciascuna e pedaliera concavo-radiale di 32 note.

### Resti della prima chiesa

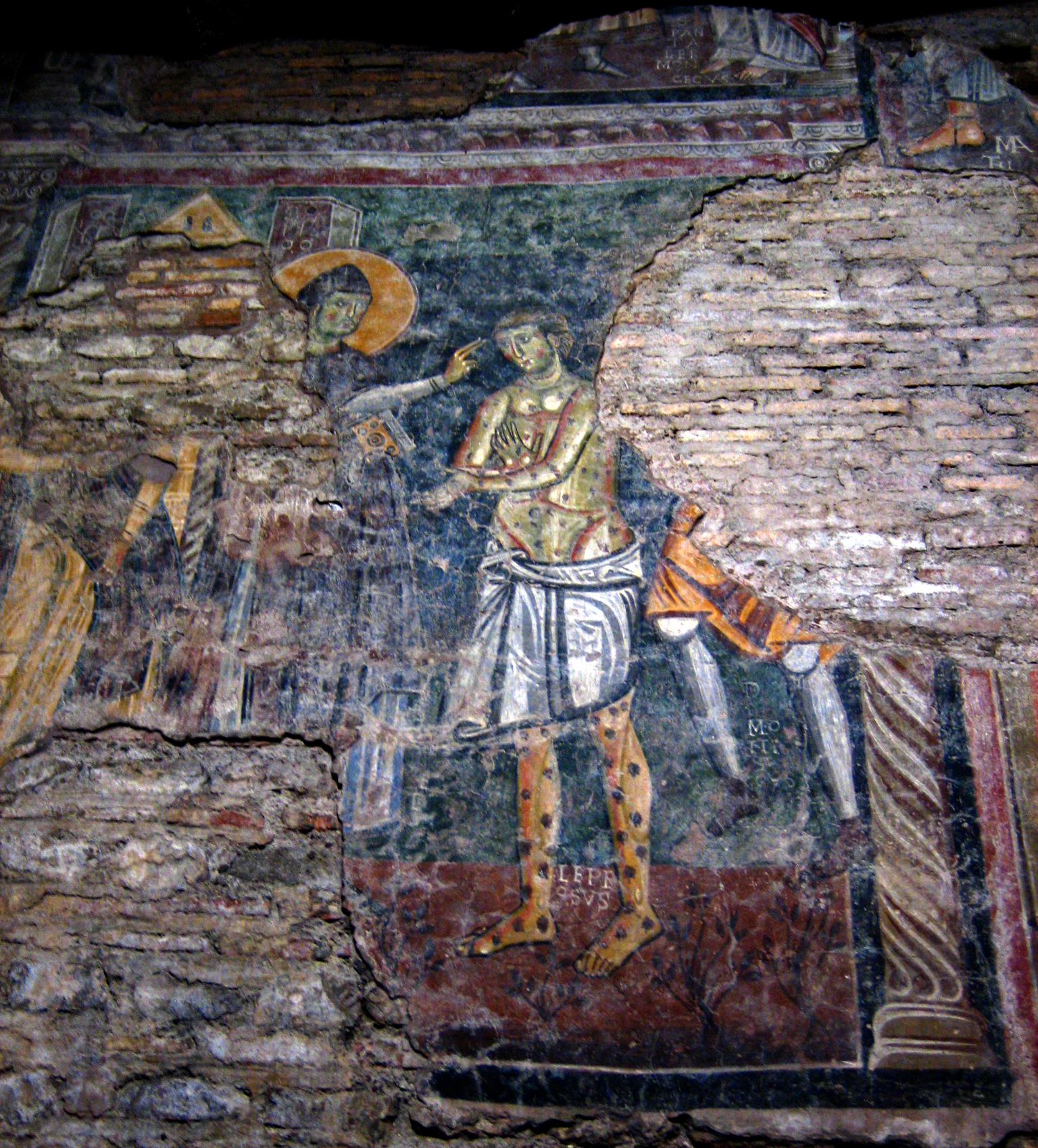
San Benedetto che guarisce il lebbroso, affresco dell'VIII secolo nell'antica chiesa

I resti della chiesa di epoca costantiniana sono accessibili dalla sacrestia, e si trovano sopra precedenti case romane di epoca tardo repubblicana. L'abside conteneva le reliquie di san Crisogono di Aquileia, e si trovava in testa all'unica navata della basilica, che terminava nelle pastophoria, stanze di servizio comuni nelle chiese orientali; quella a destra potrebbe essere stata un diakonikon, una sorta di sacrestia, mentre l'altra avrebbe svolto funzioni di protesis, il luogo in cui erano tenute le reliquie.
La forma particolare della chiesa, con una sola navata invece di tre, e la presenza di diverse vasche fa supporre la possibile riconversione a luogo di culto di un precedente locale commerciale, forse una fullonica destinata alla tintura dei tessuti, non fuori contesto in un'area corrispondente a un distretto commerciale dell'epoca.
Sono stati ritrovati affreschi dell'VIII e XI secolo, che includono un Papa Silvestro che cattura il drago, San Pantaleone che guarisce il cieco, San Benedetto che guarisce il lebbroso e Salvataggio di san Placido.